# Radka Maxová
Radka Maxová (ur. 2 grudnia 1968 w Pardubicach) – czeska polityk i samorządowiec, deputowana do Izby Poselskiej, posłanka do Parlamentu Europejskiego IX kadencji.

## Życiorys
Z wykształcenia inżynier, ukończyła studia na wydziale technologii żywności i biochemii VŠCHT w Pradze. Pracowała jako nauczycielka w szkole średniej w Chrudimiu, następnie w inspekcji zajmującej się kontrolą jakości żywności. Później zajmowała stanowiska menedżerskie w prywatnych przedsiębiorstwach.
Dołączyła do ugrupowania ANO 2011, w latach 2012–2013 pełniła funkcję wiceprzewodniczącą partii. W 2013 uzyskała mandat deputowanej do Izby Poselskiej. W 2014 została radną, a następnie członkinią zarządu miasta w Taborze. W 2016 wybrana na radną kraju południowoczeskiego. W 2017 uzyskała reelekcję do niższej izby czeskiego parlamentu. W 2019 uzyskała natomiast mandat europosłanki IX kadencji. W 2020 wystąpiła z ANO 2011.